# Шарпантье, Анри Франсуа Мари
Анри́ Франсуа́ Мари́ Шарпантье́ (фр. Henri François Marie Charpentier; 23 июня 1769, Суассон — 14 октября 1831, Уаньи-ан-Валуа) — французский военный деятель, дивизионный генерал (1804), граф (1810), участник революционных и наполеоновских войн. Имя генерала выбито на Триумфальной арке в Париже.

## Биография
Воодушевлённый идеалами Революции, Шарпантье в 1792 году вступил добровольцем на военную службу в 1-й батальон волонтёров департамента Эна. Был выбран сослуживцами в капитаны. Служил в Северной армии в качестве адъютанта генерала Атри. Участвовал в осаде Люксембурга в 1793 года, и после сдачи крепости, получил право доставить знамёна врага в Париж.
Командуя батальоном 94-й полубригады линейной пехоты, служил в Италии. 5 апреля 1799 года произведён в бригадные генералы. Командовал пехотной бригадой при Нови. При Треббии под ним было убито две лошади, а сам он ранен в пах.
11 марта 1800 года возглавил 15-й военный округ. 1 июля 1801 года был назначен начальником штаба французских войск генерала Монсе, дислоцированных в Цизальпинской республике.
16 февраля 1804 года получил звание дивизионного генерала, и 16 марта 1804 года стал начальником штаба Итальянской армии генерала Журдана.
В качестве начальника штаба маршала Массена принимал участие в Итальянской кампании 1805 года. В этом же качестве, но уже у принца Эжена Богарне, сражался в кампании 1809 года. За отличие в решающем сражении при Ваграме, награждён титулом графа Империи.
8 февраля 1812 года Шарпантье был назначен начальником штаба 4-го армейского корпуса принца Эжена Богарне. Принимал участие в Русской кампании. С 9 августа по 30 сентября 1812 года исполнял функции губернатора Витебской губернии. В начале октября занял пост губернатора Смоленска. В первых числах ноября во главе гарнизона Смоленска выступил из города совместно с арьергардом маршала Нея и был назначен начальником штаба 1-го армейского корпуса маршала Даву.
10 февраля 1813 года назначен командиром 36-й пехотной дивизии 11-го армейского корпуса. Блестяще провёл Саксонскую кампанию 1813 года. 2 мая при Лютцене смог удержать важную позицию от многочисленных атак пруссаков. С 10 по 12 мая успешно сражался с русскими у Фишбаха, Капелленберга и Бишофф-Верды. В последнем деле дивизия Шарпантье серьёзно потрепала арьергард Милорадовича, заставив его ретироваться к Баутцену, и оставить на поле боя 1500 человек убитыми и ранеными, и 500 пленными. 20 мая сражается у Баутцена. 26 августа со своей дивизией отличился в сражении при Кацбахе. 16 октября захватил вражеский редут в сражении при Вахау. Участвовал в битвах при Лейпциге и Ханау.
7 февраля 1814 года возглавил новую дивизию Молодой гвардии в Эссонне, с которой отличился 7 марта в сражении при Краоне и 9 марта при Лаоне. 12 марта, после реорганизации Наполеоном гвардии, возглавил 1-ю дивизию Молодой гвардии. Дрался при Фер-Шампенуазе 25 марта и при обороне Парижа 30 марта.
После первой Реставрации получил должность генерального инспектора. Во время «Ста дней» вновь присоединился к Императору, и 27 марта 1815 года возглавил 12-й военный округ в Нанте. После поражения при Ватерлоо был вынужден с семьёй бежать в Швейцарию, однако вскоре был помилован. Шарпантье вернулся во Францию, и был восстановлен на службе. В 1824 году вышел в отставку.

## Воинские звания
- Капитан (1792 год);
- Командир батальона (1793 год);
- Полковник (2 февраля 1794 года, утверждён в чине 11 мая 1794 года);
- Бригадный генерал (5 апреля 1799 года, утверждён в чине 30 июля 1799 года);
- Дивизионный генерал (16 февраля 1804 года).

## Титулы

- Граф Империи (фр. comte  et de l'Empire; декрет от 15 августа 1809 года, патент подтверждён 14 февраля 1810 года)[1].

## Награды
- Рыцарь Почётного легиона (11 декабря 1803 года)
- Большой Крест ордена Воссоединения (19 ноября 1813 года)
- Кавалер военного ордена Святого Людовика (1814 год)
- Старший Офицер ордена Почётного легиона (27 декабря 1814 года)